# Gianfranco Terrin
Gianfranco Terrin (Napoli, 16 maggio 1990) è un attore italiano.

## Biografia
Gianfranco Terrin inizia la sua carriera di attore all'età di 10 anni quando viene scelto da Giuseppe Gaudino per il film Giro di lune tra terra e mare. Nel 2007 gli viene affidata a Los Angeles la conduzione della trasmissione Disney Movie Surfers in onda su Disney Channel. Lavora poi in film quali La legge della notte di Ben Affleck, Rosa Funzeca di Aurelio Grimaldi ed altri. In teatro ha interpretato lo spettacolo La forma delle cose di Neil LaBute diretto da Manuela Metri

## Filmografia
- Giro di lune tra terra e mare, regia di Giuseppe M. Gaudino (1997)
- Un posto al sole – serial TV, 1 puntata (2002)
- Rosa Funzeca, regia di Aurelio Grimaldi (2012)
- The Elevator: three Minutes can change your life, regia di Massimo Coglitore (2013)
- Live by Night (2016)
- La legge della notte (Live by Night), regia di Ben Affleck (2017)
- Citadel – serie TV, episodio 1x01 (2023)
- Thunderbolts*, regia di Jake Schreier (2025)